# 納瓜納瓜市

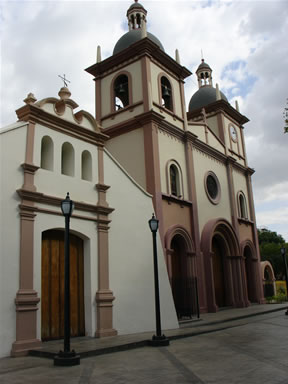

10°15′14″N 68°0′39″W / 10.25389°N 68.01083°W
納瓜納瓜市（西班牙語：Municipio Naguanagua），是委內瑞拉的一個市，位於該國北部卡拉波波州，首府設於納瓜納瓜，面積188平方公里，海拔高度497米，2007年人口143,315，人口密度為每平方公里760人。
